# デナリ国立公園

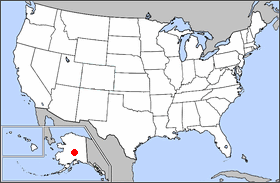
デナリ国立公園の位置

デナリ国立公園（デナリこくりつこうえん、Denali National Park and Preserve）は、アラスカ州内陸部に位置し、北米最高峰のデナリ（マッキンリー山）を含む米国の国立公園である。国立公園の面積は、24,585 km²（9,492 平方マイル）である。

## 概要
「デナリ」（"Denali"）という言葉は、先住民アサバスカン（Athabaskan）の言葉で、「偉大なもの」を意味し、マッキンリー山自体を指す。マッキンリー山は、1897年地方検事ウィリアム・A・ディッキー（William A. Dickey）により、オハイオ州出身のウィリアム・マッキンリー（William McKinley）大統領に因んで名付けられたのだが、マッキンリーはこの地域と関係がなかった。
チャールズ・シェルダン（Charles Sheldon）は、地域固有種のドール・シープに興味を持ち、人間の闖入がその種を脅かしているのではないかと懸念するようになった。1907年から1908年にかけての滞在の後、彼はアラスカ州民と議会に対し、ドール・シープのための禁猟地を創設するよう請願した。（彼の滞在記録は、「デナリの大自然」（The Wilderness of Denali）、ISBN 1-56833-152-5）として彼の死後出版された。1917年2月26日、公園は、マッキンリー山国立公園（Mount McKinley National Park）として設立された。皮肉なことに、マッキンリー山の一部だけしか、設立時の公園には含まれていなかった（頂上すら含まれていなかった）。1976年、公園は生物圏保護区に指定された。1978年12月1日、ジミー・カーターにより、デナリ国立公園とは別にデナリ国定公園（Denali National Monument）が布告された。

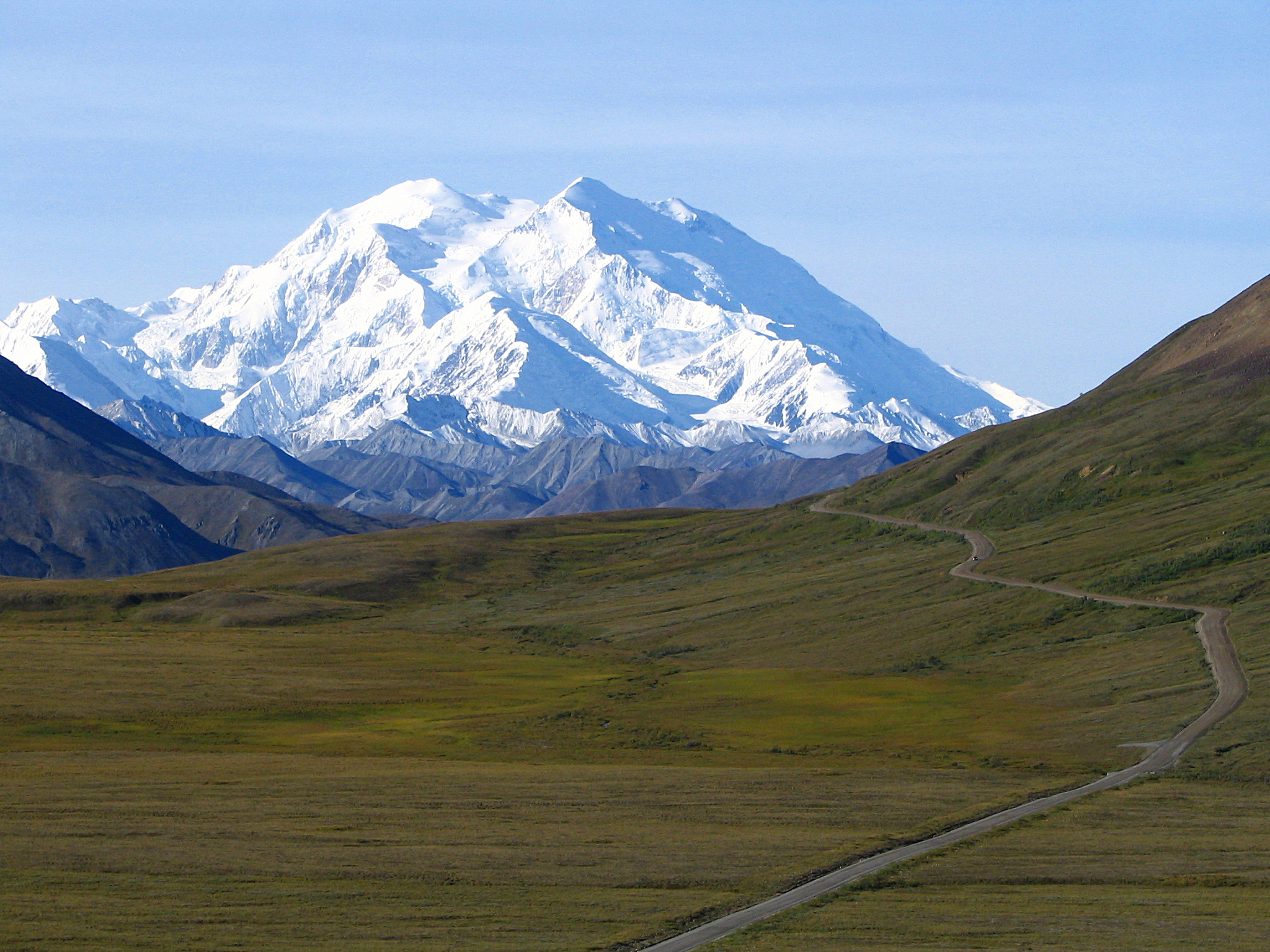
マッキンリー山とデナリ国立公園

マッキンリー国立公園の名は最初から地元の批判にさらされてきた。そして、1980年12月2日、アラスカ国家利益土地保護法（Alaska National Interest Lands Conservation Act）により、デナリ国定公園が組み入れられ、デナリ国立公園として設立された。この時点で、アラスカ州地名委員会（Alaska Board of Geographic Names）は、アメリカ地名委員会が「マッキンリー」のままとしたにもかかわらず、山の名を「デナリ」に戻した。アラスカ州の人は「デナリ」を用いる傾向があり、公園と山との区別は文脈に頼っている。公園の大きさは、24,500 km²（6,000,000エーカー）を超えており、そのうち19,120 km²（4,724,735.16 エーカー）は連邦政府が所有している。デナリ国立保護区は、543 km²（1,334,200 エーカー）で、そのうち5,278 km²（1,304,132 エーカー）は連邦政府が所有している。1980年12月2日、8,687 km²（2,146,580 エーカー）のデナリ自然保護地区（Denali Wilderness）が、公園内に設立された。
公園の最も標高が低いところでは、落葉性のタイガを含む混合林がある。また、中程度の標高のところではツンドラがあり、最も高いところでは氷河、岩、雪がある。今日では、野生動物の観察、登山、トレッキングを楽しむ400,000人以上の観光客が公園を訪れる（2006年は415,935人）。冬季のレクリエーションとしては、犬ぞり、クロスカントリースキー、スノーモービルなどが認められている。
公園は、デナリ州立公園（Denali State Park）の近くにある。

## 野生動物

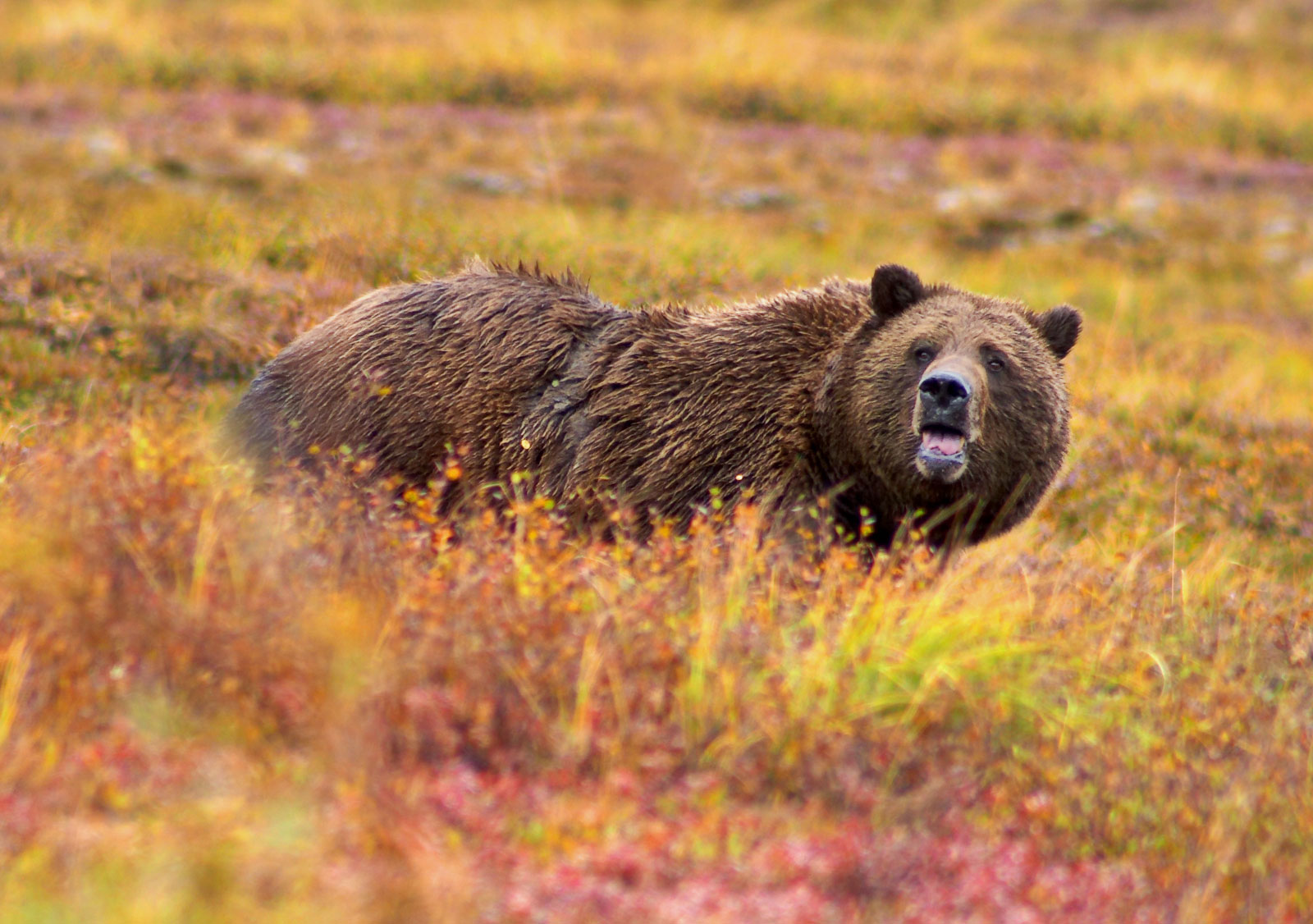
デナリ国立公園のハイイログマ

公園は、様々な種類のアラスカの鳥類や相当数のハイイログマとクロクマを含む哺乳類の生息地となっている。トナカイの群が公園中を歩き回っている。ドール・シープはしばしば山腹で見られる。ヘラジカは小さな湖や沼の水生植物を餌にしている。この地域への人間の影響にもかかわらず、デナリには、以前使われていたオオカミの巣も、現在使われているオオカミの巣もある。シラガマーモット（hoary marmot）、ホッキョクジリス（arctic ground squirrel）、ビーバー、ナキウサギ（pika）、カンジキウサギ（snowshoe hare）のようなより小さな動物も豊富に見られる。キツネ、テン、オオヤマネコ、クズリも生息しているが、うまく隠れるため、めったに見つけられない。全部で39種の哺乳類が生息する。
公園は鳥類の生息地としても有名である。春の終わりから夏にかけて多くの渡り鳥が公園に住む。野鳥観察をする人は、アラスカ州の州鳥であるライチョウや堂々としたコハクチョウだけでなく、レンジャク、メボソムシクイ、ギンザンマシコ、ヒタキ（wheatear）を見られるかもしれない。捕食鳥には、よくいるが目立つイヌワシだけでなく様々なタカ、フクロウ、シロハヤブサがいる。全部で148種の鳥類が記録されている。
マス、サケ、キタカワヒメマス（Arctic grayling）など10種の魚類が公園の水域を分け合っている。公園の多くの川や湖は氷河から流れ出したものであるため、氷河の沈泥と低温で代謝が抑えられ魚は標準の大きさまで成長しない。全部で14種の魚類が生息する。唯一の両生類、アメリカアカガエル（Wood frog）も公園の湖に住んでいる。
公園の管理官は、人間と公園の動物の交流を制限することによって、「野生動物を野生のままに保つ」（"keep the wildlife wild"）ため不断の努力を払っている。動物に餌をやることは厳しく禁じられている。なぜなら動物の食性に悪影響を与えるかもしれないからである。来園者は安全な距離をとって動物を観察するよう奨励される。クマが多く住んでいるにもかかわらず、バックパッカーや来園者に対し予防方法とクマ対策食料保管容器（BRFC）について教育する公園管理官の努力のおかげで、危険な遭遇の数は大幅に減少している。公園のある地域は、例外的な野生動物の行動によりしばしば閉鎖される。例えば、オオカミやクマの巣があったり、最近人が野生動物によって殺された場所などである。こうした禁止地域はその時々で変わり得る。公園の職員と観光客の共同の配慮によって、デナリ国立公園は野生動物観察の第1の目的地となっている。

## 植物相
アラスカ山脈、すなわち公園全体を走る山々の広がりは、南側のスーシトナ川流域と北側のカスコクウィム川とタナナ川流域の分水嶺であり、デナリ国立公園の興味深い生態系を生み出している。瀑布線が2,500 フィートの高さにあるため、ワンダー湖（Wonder Lake）周辺の平らな西部地区と流水が凍土を溶かす公園の低地を除き、公園内で木が生えている場所は珍しい。木が生えている場所では、トウヒとヤナギが多数を占める。鉱物濃度、地温、土壌の一般的な不足のため、山麓周辺地域では木の十分な成長は見込めず、ほとんどの木と潅木は通常の大きさには達しない。
ツンドラが、公園の大部分の土地を覆っている。表土層は、何千年にも及ぶ氷河作用によって動かされた磨かれ粉々になった岩の上に乗っている。コケ、シダ、草、菌類が表土に素早く満ち、「湿地ツンドラ」（"wet tundra"）では、タソックグラスが形作られ、藻類が集まる。ここではワイルド・ブルーベリーとカナダバッファローベリー（soap berry）がよく育ち、デナリのクマの主食となっている。ヤナギ、ハンノキ属、ヒメカンバなどが生える「低木ツンドラ」もある。
450種を超える顕花植物が公園を満たし、夏の間中満開となる。デナリの谷に満ちるセイタカアワダチソウ、ヤナギラン（fireweed）、ルピナス、ツリガネスイセン（bluebell）、リンドウの写真が葉書や手工芸品に良く使われる。

## 自動車によるアクセス

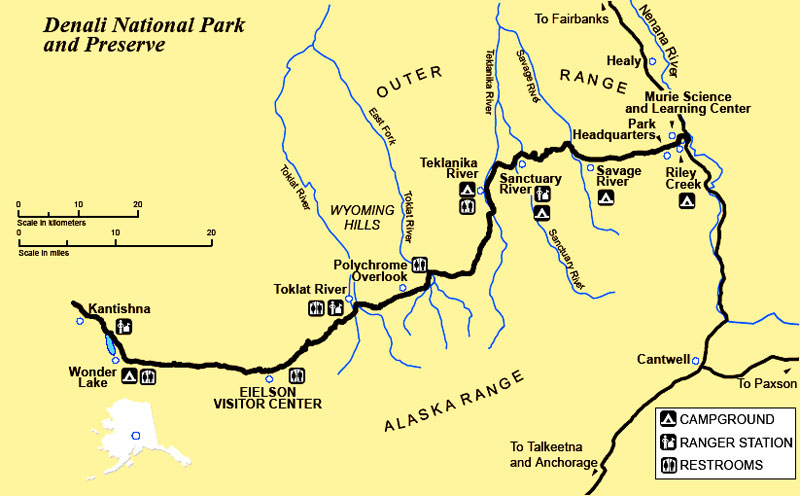
デナリ国立公園へのアクセス。この図下（南）のアンカレッジからジョージ・パークス・ハイウェイを北（上）へフェアバンクス方面へ向かい、途中でデナリ・ハイウェイで西（左）へ行く。

デナリ国立公園へは、ジョージ・パークス・ハイウェイからカンティシュナの金鉱山キャンプへ続く148 km（92マイル）のデナリ・ハイウェイで行くことができる。永久凍土と周期的な凍結融解により道路を維持するのに巨額の費用を要するため、道路のごく一部（23.8 km）しか舗装されていない。個人の乗用車は、早春と晩秋しか通行が認められない。夏期は、観光客は営業許可を有するバスで公園内部に行かねばならない。

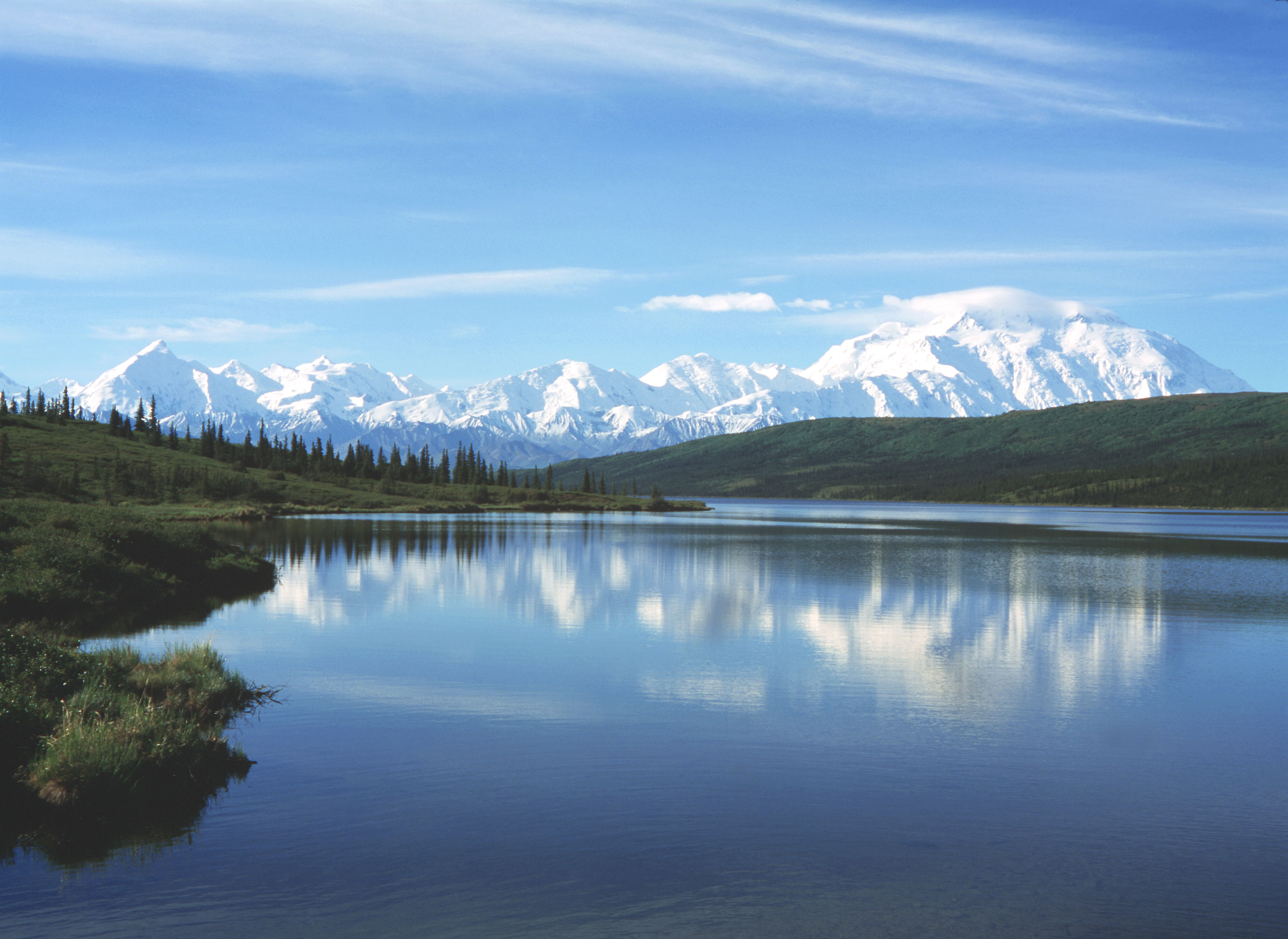
デナリ国立公園への道から見たマッキンリー山とワンダー湖

公園の全工程ナレーションつきのツアーがいくつかあり、最も人気があるのはツンドラ・ウィルダネス・ツアー（Tundra Wilderness Tour）である。ツアーは最初のタイガからツンドラを抜けて、トクラット川（Toklat River）またはカンティシュナまでの行程である。冬はもっとよく見えるのだが、夏は約20%の確率でしか、デナリをきれいに見ることができない。道路は数箇所で数百フィートの落差がある切り立った崖のそばを走っているが、極限状態のためガードレールの設置が困難である。危険であり、ほとんどの砂利道は1車線しかないため、運転手は、急な山道のカーブを走行し、優先権のある対向するバスや公園の車に道を譲る手続きについて幅広く訓練を受けている。デナリ自体は、自動車で行くことはできない。道路は公園の東59 km（37 マイル）のところで終わっている。

## 化石
デナリは、先史時代の渡り鳥の初めての証拠と信じられている足跡（足跡化石）を含む、興味深い化石が出る場所としての地位を高めつつある。渡り鳥は白亜紀後期に干潟で食料をあさっていたとして、2006年5月初めて公式に報告された。肉食性の獣脚類の足跡が公園内で以前報告されていた。